# Eudorylas gorodkovi
Eudorylas gorodkovi är en tvåvingeart som beskrevs av Kuznetzov 1990. Eudorylas gorodkovi ingår i släktet Eudorylas, och familjen ögonflugor. Inga underarter finns listade i Catalogue of Life.